# Château de Kaiserebersdorf
Pour le château de Thuringe, voir Château d'Ebersdorf.
Le château de Kaiserebersdorf est un ancien château impérial autrichien édifié à Kaiserebersdorf, aujourd'hui une partie du district de Simmering dans le sud-est de Vienne.

## Histoire

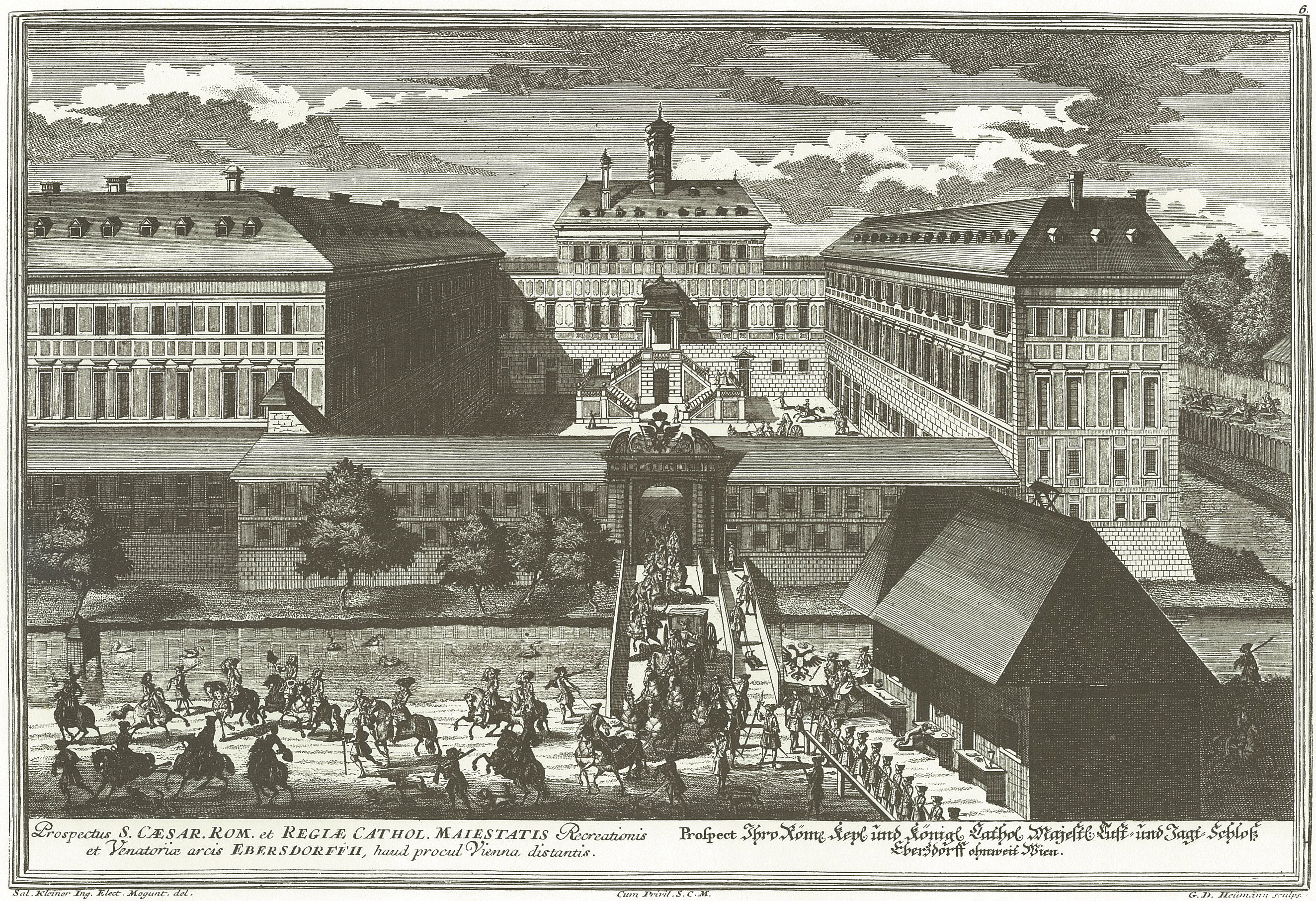
Le château de Kaiserebersdorf en 1750.

Au XIIe siècle déjà, sous le règne de l'empereur Frédéric Barberousse, un château fort se dresse sur le territoire entre le Danube et la rivière Schwechat en Autriche. La forteresse fut mentionnée pour la première fois en 1269 ; plus tard, elle était la propriété de la famille de Thierstein, chambellans dans le service de la maison de Habsbourg.
Assiégé et pris par les forces de Matthias Corvin, roi de Hongrie, en 1485, le château échut à l'archiduc Maximilien Ier de Habsbourg en 1499 et a servi de pavillon de chasse. Après les importantes destructions à la suite du siège de Vienne de 1529, le roi Ferdinand Ier fit reconstruire le bâtiment dans le style de la Renaissance.
En 1552, le futur empereur Maximilien II y fonda une ménagerie, transférée plus tard au château de Neugebäu et à Schönbrunn. Le complexe fut progressivement agrandi. En 1619, après le début de la guerre de Trente Ans, le chef de la révolte Bohémienne, Heinrich Matthias von Thurn y avait son quartier général pendant sa campagne contre Ferdinand II de Habsbourg.
Durant le second siège de Vienne, en 1683, le château a été totalement incendié. Sous le règne de l'empereur Léopold Ier, il a été reconstruit en style baroque entre 1687 et 1689. Le souverain y passa chaque année l'automne. Sa petite-fille Marie-Thérèse l'a donné à l'archidiocèse de Vienne en 1745, en vue de son utilisation comme une maison-Dieu et un orphelinat. 
Transformé dans une caserne sur instance de Joseph IIen 1772, l'armée impériale a utilisé le bâtiment comme hôpital militaire pendant les guerres napoléoniennes. L'armée commune, notamment le 4e régiment d'infanterie impérial Hoch- und Deutschmeister, s'est établie ici en 1868.
Depuis les années 1920, le complexe servit de prison ; d'abord comme un établissement pénitentiaire pour mineurs, aujourd'hui et comme une institution à accueillir des détenus mâles adultes.